# 布拉戈维申斯克区 (阿穆尔州)
布拉戈维申斯克区（俄语：Благовещенский район）是俄罗斯联邦阿穆尔州下辖的一个区，其行政中心为布拉戈维申斯克。据2016年统计，该区的人口为24637人。